# Heropanti (film)
 (décembre 2024).
La mise en forme du texte ne suit pas les recommandations de Wikipédia : il faut le « wikifier ».
Les points d'amélioration suivants sont les cas les plus fréquents. Le détail des points à revoir est peut-être précisé sur la page de discussion.
- Les titres sont pré-formatés par le logiciel. Ils ne sont ni en capitales, ni en gras.
- Le texte ne doit pas être écrit en capitales (les noms de famille non plus), ni en gras, ni en italique, ni en « petit »…
- Le gras n'est utilisé que pour surligner le titre de l'article dans l'introduction, une seule fois.
- L'italique est rarement utilisé : mots en langue étrangère, titres d'œuvres, noms de bateaux, etc.
- Les citations ne sont pas en italique mais en corps de texte normal. Elles sont entourées par des guillemets français : « et ».
- Les listes à puces sont à éviter, des paragraphes rédigés étant largement préférés. Les tableaux sont à réserver à la présentation de données structurées (résultats, etc.).
- Les appels de note de bas de page (petits chiffres en exposant, introduits par l'outil «  Source ») sont à placer entre la fin de phrase et le point final[comme ça].
- Les liens internes (vers d'autres articles de Wikipédia) sont à choisir avec parcimonie. Créez des liens vers des articles approfondissant le sujet. Les termes génériques sans rapport avec le sujet sont à éviter, ainsi que les répétitions de liens vers un même terme.
- Les liens externes sont à placer uniquement dans une section « Liens externes », à la fin de l'article. Ces liens sont à choisir avec parcimonie suivant les règles définies. Si un lien sert de source à l'article, son insertion dans le texte est à faire par les notes de bas de page.
- La présentation des références doit suivre les conventions bibliographiques. Il est recommandé d'utiliser les modèles {{Ouvrage}}, {{Chapitre}}, {{Article}}, {{Lien web}} et/ou {{Bibliographie}}. Le mode d'édition visuel peut mettre en forme automatiquement les références.
- Insérer une infobox (cadre d'informations à droite) n'est pas obligatoire pour parachever la mise en page.

Pour une aide détaillée, merci de consulter Aide:Wikification.
Si vous pensez que ces points ont été résolus, vous pouvez retirer ce bandeau et améliorer la mise en forme d'un autre article.
Série
Heropanti 2
(2022)
Pour plus de détails, voir Fiche technique et Distribution.
Heropanti est un film d'action romantique indien en langue hindi de 2014 réalisé par Sabbir Khan et produit par Sajid Nadiadwala. Le film présente les nouveaux venus Tiger Shroff et Kriti Sanon, aux côtés de Prakash Raj dans un rôle secondaire. Il s'agit d'un remake du film télougou Parugu (2008) avec Allu Arjun et Sheela Kaur dans les rôles principaux,, et est sorti le 23 mai 2014. Une suite intitulée Heropanti 2 est sortie en 2022.

## Synopsis
Sooraj Singh Chaudhary est un patriarche sévère issu d'une famille Jat respectée de l'Haryana. Le soir de ses noces, sa fille aînée Renu s'enfuit avec son petit ami, Rakesh. Déterminé à la récupérer, Chaudhary mobilise ses hommes pour traquer le couple. Ils capturent deux amis de Rakesh et les forcent à révéler le nom de Bablu, soupçonnant qu'il connaît l'endroit où se trouve le couple. Lorsque les frères de Chaudhary, Bhuppi, Pappi et Sukhi affrontent Bablu, il les domine mais est finalement maîtrisé. Bablu et ses amis sont retenus captifs et interrogés mais insistent sur le fait qu'ils ne savent rien. Pendant ce temps, Bablu confie à ses amis son amour pour une fille dont il a trouvé la boucle d'oreille mais dont il ne connaît pas l'identité. Le groupe tente de s'échapper mais est repris lorsque Bablu est distrait en apercevant la fille.
Dimpy, la fille cadette de Chaudhary et la sœur de Renu, découvre les lettres d'amour de Renu. Craignant d'être exposée, Dimpy tente de protéger le secret de sa sœur mais implique par inadvertance Bablu et ses amis. En utilisant les lettres, Bablu fait chanter Dimpy pour qu'elle l'aide à retrouver la fille qu'il aime. Dimpy accepte à contrecœur et apprend plus tard qu'elle est la fille que Bablu recherchait lorsqu'il lui donne sa boucle d'oreille.
Lors d'un voyage en ville avec les hommes de Chaudhary à la recherche de Renu et Rakesh, Bablu les aide à fuir vers Shimla. Cependant, leur évasion est découverte par Pappi lorsqu'il entend accidentellement Dimpy, et Bablu et ses amis sont sévèrement battus. Sous la pression, Bablu prétend à tort que le couple est à Delhi. Le groupe, y compris Dimpy, se rend à Delhi, où Dimpy est kidnappé mais sauvé par Bablu, gagnant la confiance réticente de Chaudhary. Dimpy réalise ses sentiments pour Bablu mais hésite à les avouer. Chaudhary finit par localiser Renu et Rakesh dans un bus. Défiant son père, Renu révèle sa grossesse à Chaudhary, qui, choqué, épargne leur vie mais renie Renu. La famille rentre chez elle et Chaudhary organise le mariage de Dimpy avec Rajjo, un riche prétendant. Le cœur brisé, Bablu décide de partir mais revient bientôt, déterminé à gagner Dimpy. Chaudhary, craignant une autre fugue, surveille de près Bablu. Bablu lui dit qu'il comprend ce que Chaudhary a ressenti lorsque Renu s'est enfuie de chez elle et promet qu'il ne s'enfuira pas avec Dimpy.
Lorsque Bablu et ses amis sont sur le point de partir, Rajjo entre à ce moment-là et bat Bablu, cependant Bablu riposte et bat Rajjo lorsque Rajjo l'insulte ainsi que Dimpy. Cependant, ils sont arrêtés au dernier moment par Chaudhary, qui, réalisant que Dimpy ne sera heureuse que si elle est avec Bablu, dit à Bablu d'emmener Dimpy. Bablu et Dimpy s'unissent dans une étreinte, Chaudhary et les autres membres de la communauté Jat acceptent d'autoriser les mariages intercastes et d'amour, et Chaudhary accepte de nouveau Renu comme sa fille. Le film se termine sur une note heureuse.

## Fiche technique
- Titre original : Heropanti
- Langue : Hindi
- Réalisateur : Sabbir Khan
- Pays :  Inde
- Durée de sortie :
  -  Inde : 23 mai 2014
  -  France : 23 novembre 2014
- Gerne : Action
- Dureé : 146 min

## Distribution
- Tiger Shroff dans le rôle de Bablu [3],[4]
- Kriti Sanon dans le rôle de Dimpy [5]
- Prakash Raj dans le rôle de Sooraj Singh Chaudhary/Chaudhary Saab
- Sandeepa Dhar dans le rôle de Renu [6]
- Vikram Singh dans le rôle de Rajjo Fauji [7]
- Shireesh Sharma dans le rôle du commissaire de police
- Samar Jai Singh dans le rôle de Bhuppi
- KC Shankar dans le rôle de Pappi
- Sunil Grover dans le rôle du chauffeur